# Viivi Luik
Viivi Luik (Tänassilma, Estònia, 1946) és una escriptora, poeta, novel·lista i assagista estoniana.

## Biografia
Viivi Luik va néixer l'any 1946 a Tänassilma, comtat de Viljandimaa, Estònia. Després dels seus estudis, va treballar com a arxivera i bibliotecària, dedicant-se íntegrament a l'escriptura des de 1967. El seu marit, Jaak Jõerüüt, és escriptor i diplomàtic. Luik ha viscut a Hèlsinki, Nova York, Berlín i Roma.
Viivi Luik va publicar el seu primer poemari l'any 1965, als divuit anys, Pilvede püha (Unes vacances de núvols), que de seguida va ser ben considerat per la crítica; en van seguir diversos altres, que van ser èxits de crítica i popular. A partir de la dècada de 1980, Luik va publicar menys poesia i es va dedicar a la prosa.

## Premis i reconeixements
- Premi literari AH Tammsaare 1986 (per la novel·la Seitsmes Rahukevad)
- Premi de poesia John Liev 1988
- 1992 Premi Cultural de la República d'Estònia
- 2000 Ordre de l'Estrella Blanca, 3a classe
- Premi Nacional d'Estònia a l'èxit de tota la vida 2019 per a la cultura
- Premi Literari Jaan Kross 2020 (per la col·lecció d'assaigs i articles La ciutat dels paradigmes)